# Schloss Rötha

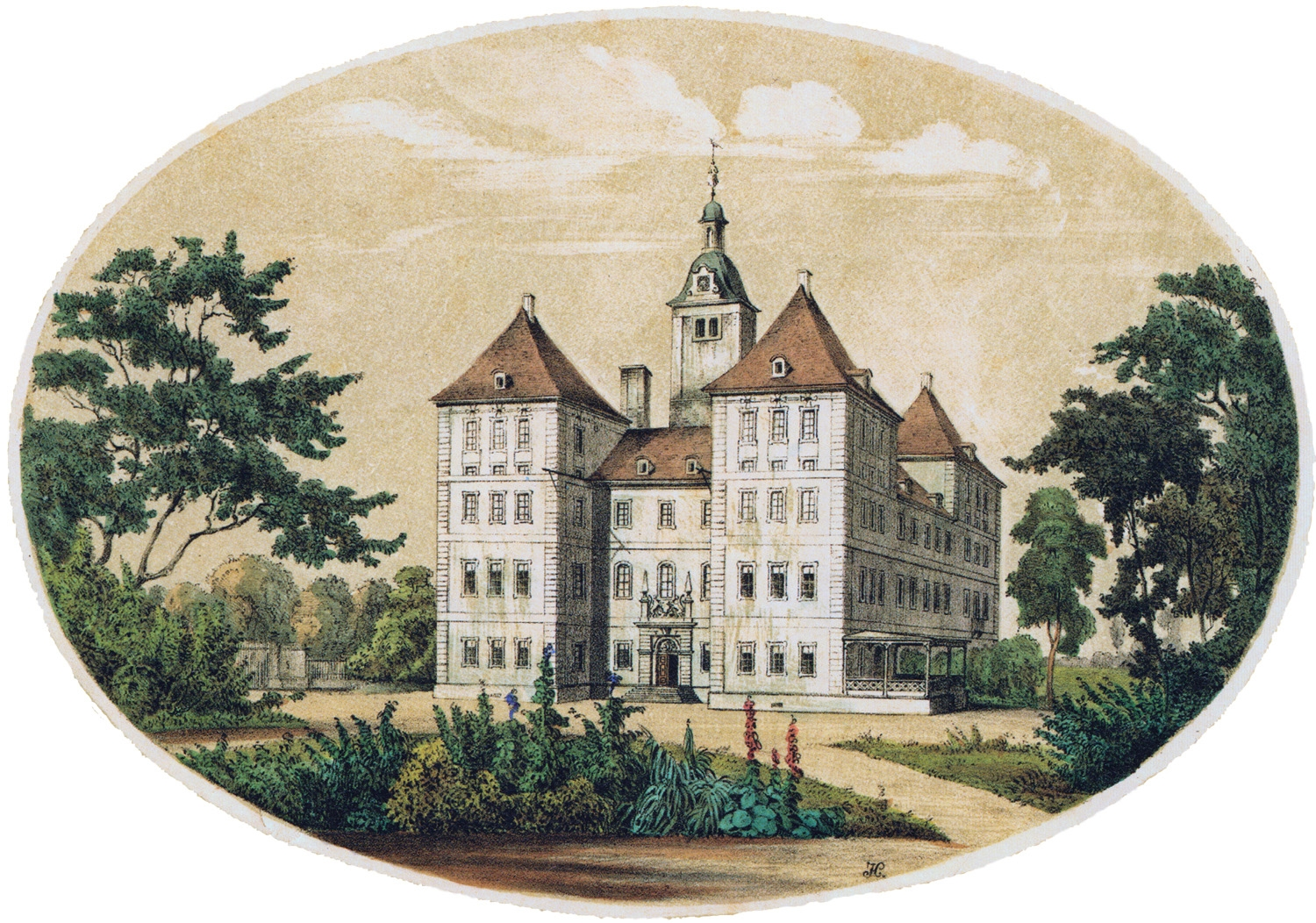
Das Schloss Rötha um 1860

Das Schloss Rötha war ein Adelssitz in der sächsischen Landstadt Rötha südlich von Leipzig. Es war über 350 Jahre im Besitz der Familie von Friesen. Zur Völkerschlacht bei Leipzig war es Hauptquartier der Verbündeten gegen Napoleon. Nach der Enteignung 1945 verfiel es und wurde 1969 gesprengt und abgetragen.

## Lage

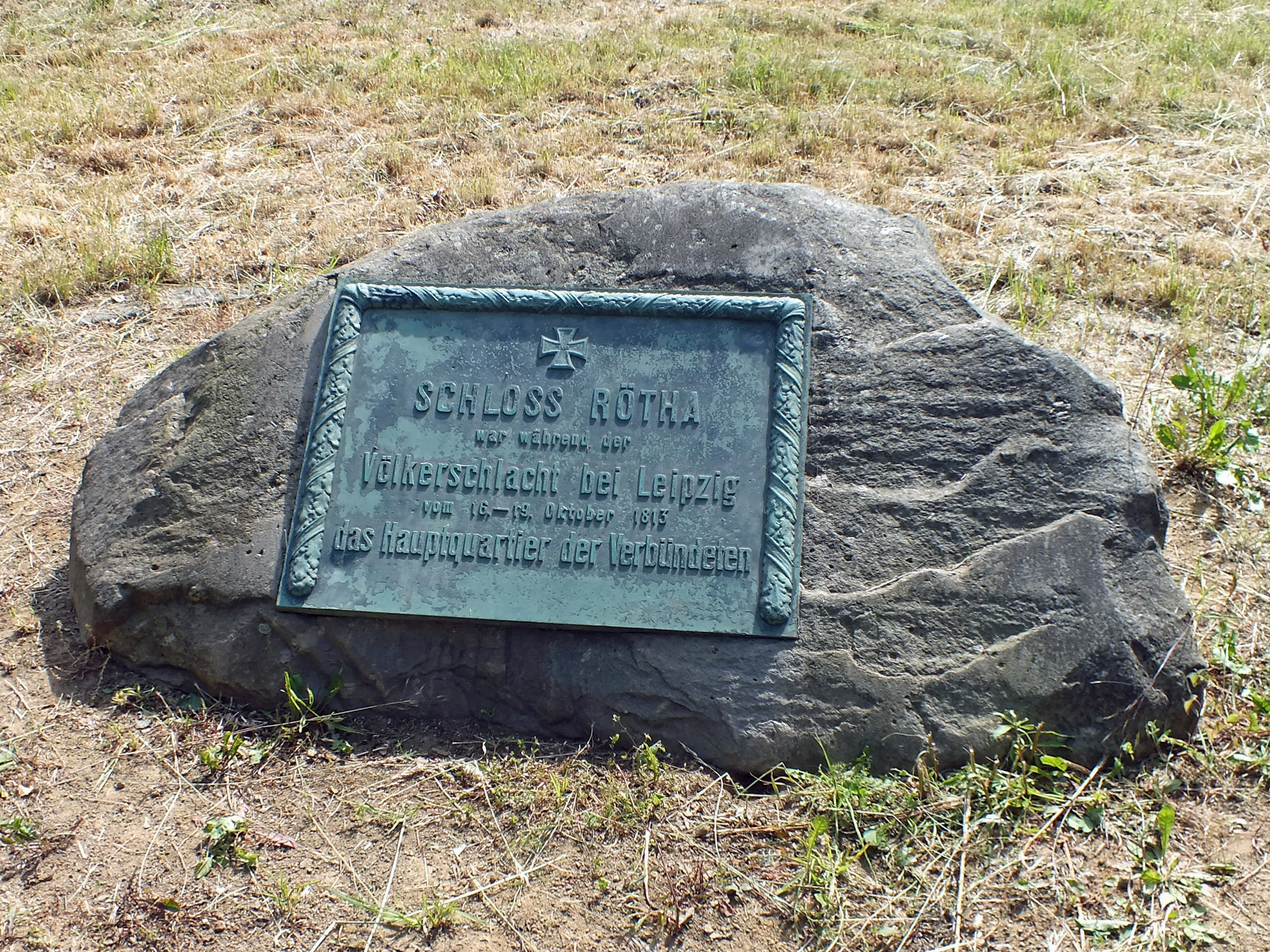
Gedenkstein an der Stelle des ehemaligen Schlosses

Das Schloss lag am Westrand der Stadt am Übergang in die Pleißenaue. Die Entfernung zur Georgenkirche als architektonische Gegenkomponente betrug etwa 200 Meter. Dazwischen breitete sich das Gelände des zum Schloss gehörenden Rittergutes aus, das an seinen Seiten von Wirtschaftsgebäuden und einem als „Kleines Schloss“ bezeichneten Wohngebäude flankiert war. Um das Schloss verliefen Verzweigungen der Kleinen Pleiße, deren Lage aber mehrfach verändert wurde. Nördlich des Schlosses lag der Schlosspark, im Süden ein Waldgebiet und im Westen Wiesengelände. Ein Gedenkstein markiert die ehemalige Lage des Schlosses.

## Das Schloss

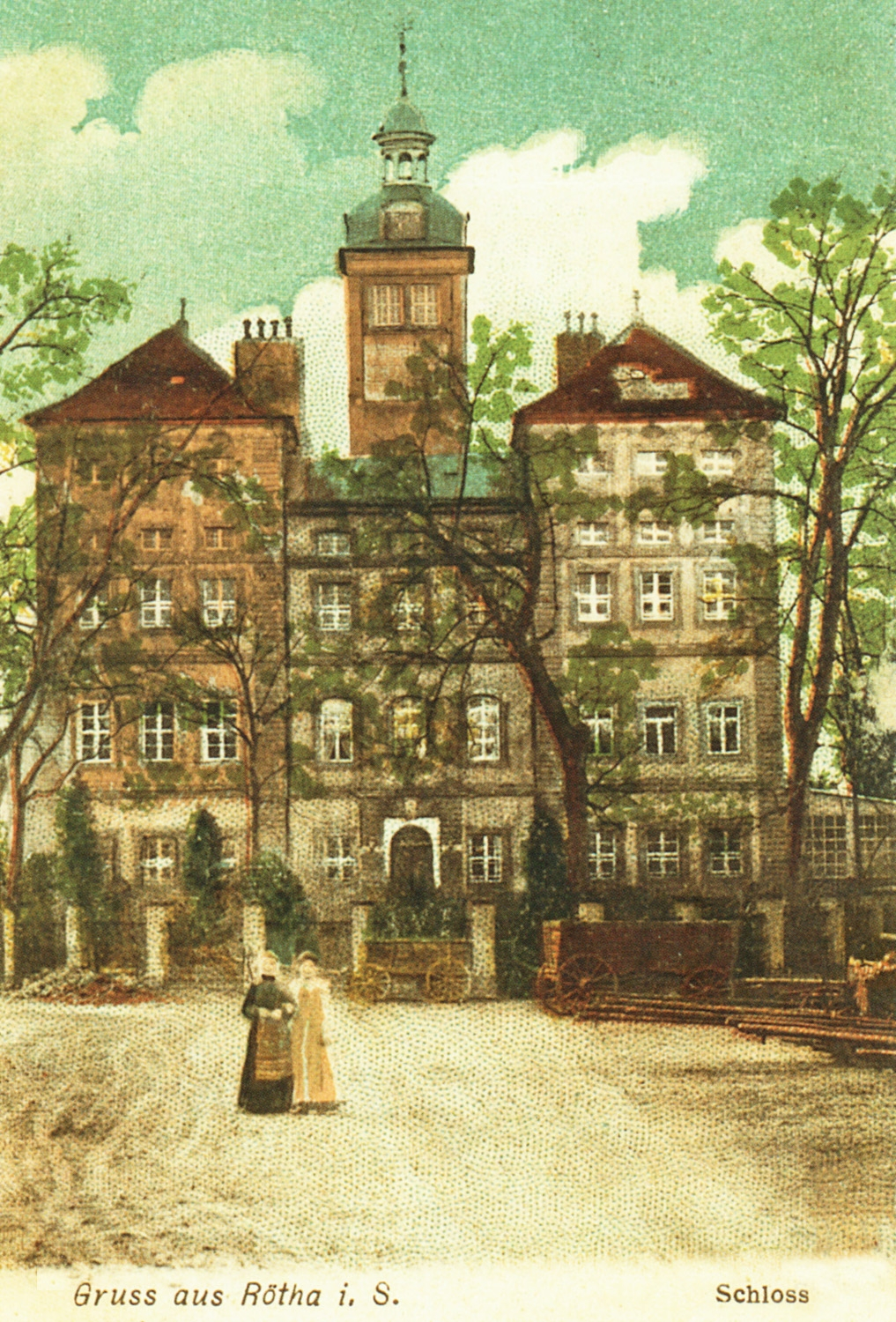
Das Schloss 1910

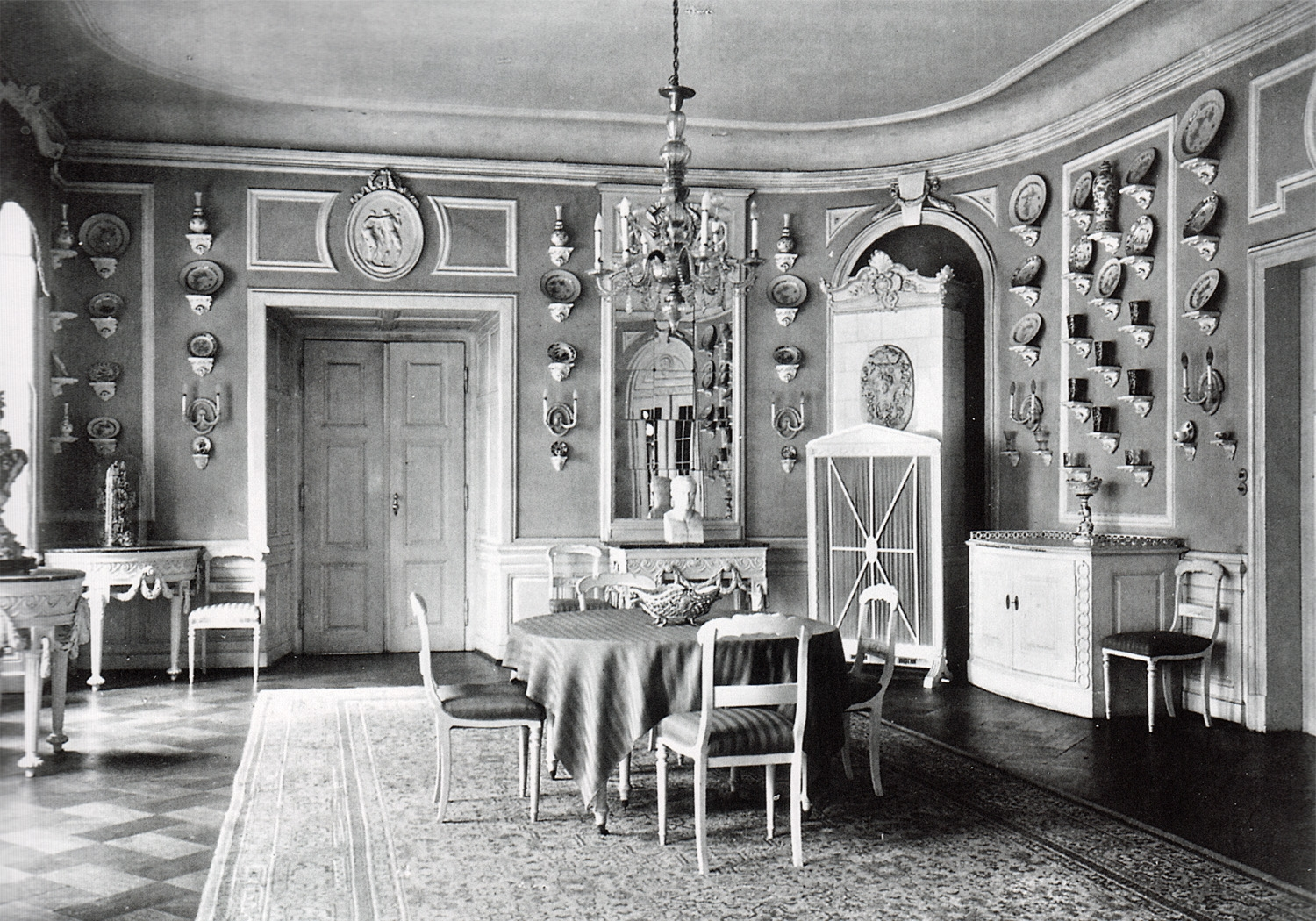
Speisezimmer, um 1935, das „Verbündetenzimmer“

Das Schloss Rötha, seit seinem Neuaufbau nach dem Dreißigjährigen Krieg nur wenig verändert, war eine Vierflügelanlage mit neun Fensterachsen an der 26 Meter langen Schmalseite und elf an der Längsseite von 34 Metern. Die Anlage war dreigeschossig bis auf die Ecken, die über drei Fensterachsen jeweils ein Geschoss mehr mit einem Pyramidendach besaßen und so vier Ecktürme bildeten. Der Mittelteil der nach der Stadt gerichteten Ost- und Eingangsseite war leicht eingerückt.
An der Rückseite des Eingangsflügels erhob sich ein 28 Meter hoher Turm mit barocker Haube und Laterne. Die Wetterfahne trug ein übermannsgroßer goldener Friedensengel mit Lorbeerkranz und Palmenzweig in den Händen, ein Bezug auf den Westfälischen Frieden. Unter der Turmuhr war eine Inschrift in lateinischer Sprache auf den Bauherrn und seine Familie angebracht.
Die vier Gebäudeflügel umschlossen einen sehr kleinen Innenhof, der weniger als 5 % der Grundfläche der Anlage ausmachte.
Größere und repräsentative Räume im Schloss waren zum Beispiel das Tafelgemach im Erdgeschoss des Westflügels, der Große Saal (später Bibliothek mit 10.000 Bänden) im zweiten Obergeschoss des Ostflügels mit 22 Metern Länge und sechs Metern Raumhöhe durch Einbeziehung des oberen Halbgeschosses sowie das Billardzimmer (später Speisezimmer) im ersten Obergeschoss des Ostflügels. Alle diese und weitere Räume waren jeweils nach dem Geschmack der Zeit hochwertig mit Wandbespannungen, Möbeln, Dekorationen und Bildern eingerichtet, wofür Künstler und Handwerker tätig waren, die auch für den Dresdner Hof arbeiteten.
So gab es zwei große Tafelgemälde von Samuel Bottschild aus dem Jahr 1669, die auf je 2,45 × 2,45 m den männlichen und den weiblichen Teil der Familie von Carl Freiherr von Friesen darstellten. Im 18. Jahrhundert wurde die Familiengalerie erweitert durch Arbeiten vom Dresdner Hofmaler Louis de Silvestre, von Antoine Pesne, Rosalba Carriera und dem namhaften Porträtmaler Anton Graff.
Besondere historische Bedeutung erlangte das Speisezimmer im ersten Obergeschoss als Beratungsraum der verbündeten Monarchen vor der Völkerschlacht bei Leipzig, für das sich der Name „Verbündetenzimmer“ einbürgerte. Hier besprachen Kaiser Franz I. von Österreich, Zar Alexander I. von Russland, die auch beide im Schloss logierten, sowie der preußische König Friedrich Wilhelm III., der Oberbefehlshaber Fürst Karl Philipp zu Schwarzenberg sowie weitere Offiziere das Vorgehen der verbündeten Truppen gegen Napoleon.

## Geschichte
Als Ursprung von Schloss Rötha wird eine Wasserburg vermutet, zu der 1127 ein Heinricus de Rotov erwähnt wird, dessen Nachkommen aber später Rötha verließen, als Heinrich von Rötha um 1150 die Burg Dohna als böhmisches Lehen erhielt und das Geschlecht den Namen Burggrafen zu Dohna annahm. Im 14. Jahrhundert tauchte eine Familie von Birkigt als Schriftsassen auf und wurde 1480 durch Erbschaft von der Familie Pflugk abgelöst. Ein Lehnsbrief von 1533 nennt Nicol Pflugk, einen Sohn des Rittergutsbesitzers Cäsar Pflugk. Unter der regen Bautätigkeit der Pflugks nahm die ehemalige Wasserburg bereits Schlosscharakter an, wie aus der Auffindung älterer Bauteile in späteren Bauphasen geschlossen wurde. Bereits für den Anfang des 16. Jahrhunderts wird eine Vierflügelanlage mit drei Geschossen angenommen.

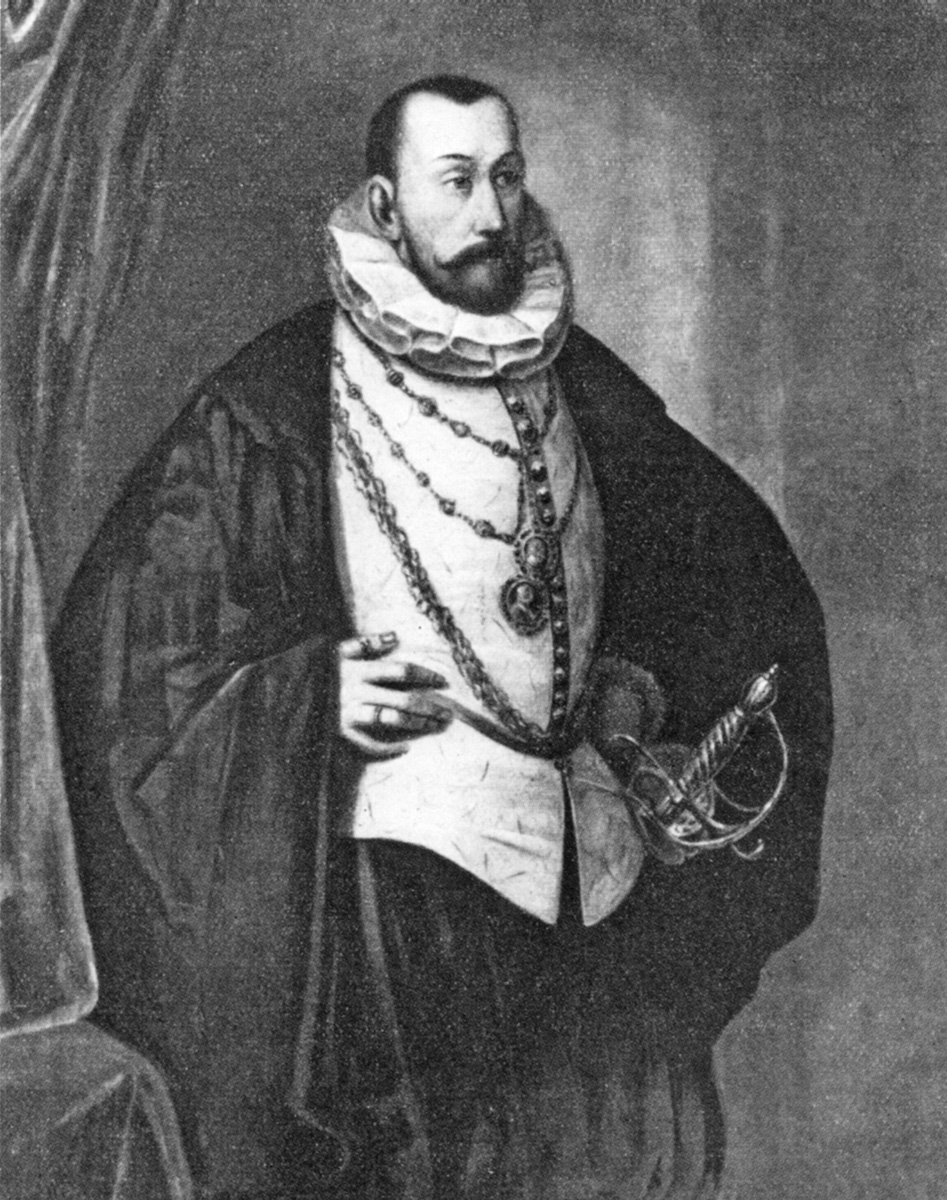
Carl von Friesen – der erste von Friesen auf Rötha

Christoph Pflugk, ein Sohn von Nicol Pflugk, musste 1579 seinen Bankrott erklären, und Gut und Schloss wurden der Stadt Rötha übertragen. Von ihr übernahm 1592 Carl von Friesen den Besitz und begründete damit die über 350 Jahre dauernde Herrschaft derer von Friesen über elf Generationen auf Rötha.
Die Schlossherren auf Rötha waren nach Carl von Friesen (1551–1599), Heinrich d. Ä. Freiherr von Friesen (1578–1659), Carl Freiherr von Friesen (1619–1686), Otto Heinrich von Friesen (1654–1717), Christian August von Friesen (1674–1734, Neffe des Vorigen), Johann Friedrich Ernst von Friesen (1725–1768), Johann Georg Friedrich von Friesen (1757–1824), Friedrich von Friesen (1796–1871), Friedrich Otto Heinrich Freiherr von Friesen-Rötha (1831–1910, Neffe des Vorigen), Ernst Friedrich Carl von Friesen (1865–1929) und Otto Heinrich von Friesen (1889–1982), der 1945 enteignet wurde.
Die Herren von Friesen dienten vornehmlich am sächsischen Hofe. Sie waren Kanzler, Minister, Geheime Räte, Oberhofrichter und hohe Militärs. Damit zählten die Friesens bei Hofe zu den einflussreichsten Persönlichkeiten des sächsischen Adels. Das führte dazu, dass sie häufig in Dresden weilten und Schloss Rötha häufig nur als Sommerresidenz, auch für die Familie, nutzten. Erst unter Johann Friedrich Ernst von Friesen wurde ab 1751 das Schloss zum dauerhaften Wohnsitz der Familie.
Während die ersten beiden von Friesenschen Besitzer nur wenig am Schloss bauten, war Carl Freiherr von Friesen wegen der Schäden durch den Dreißigjährigen Krieg gehalten, unter teilweiser Verwendung von Altbausubstanz das Schloss nahezu neu aufzuführen. An Planung und Ausführung waren unter anderen die Baumeister Johann Günter aus Dresden und Christian Bodenstein aus Weißenfels beteiligt. Der Bau erfolgte von 1666 bis 1669. Spätere Bautätigkeit beschränkte sich im Wesentlichen auf Reparaturmaßnahmen. Die barocke Innenausstattung wurde um 1800 unter Johann Georg Friedrich von Friesen durch eine klassizistische abgelöst. Der große Saal wurde 1872 zur Bibliothek umgebaut.
Nach der Enteignung 1945 wurde das Schloss zur Wohnung für Flüchtlinge und Heimatvertriebene. Auch das Heimatmuseum der Stadt und ein Kindergarten kamen ins Schloss. Die schon in den 1940er Jahren durch Grundwasserabsenkung infolge des Braunkohleabbaus in der Umgebung entstandene prekäre Bausituation des Schlosses durch seine Eichenpfahlgründung verschärfte sich dadurch, dass keinerlei Reparaturmaßnahmen getroffen wurden. Das Schloss verkam mehr und mehr und wurde schließlich 1969 gesprengt, das Gelände der LPG in Rötha übergeben und von dieser 1982 überbaut. Dieser Bau ist inzwischen wieder beseitigt.

## Der Schlosspark

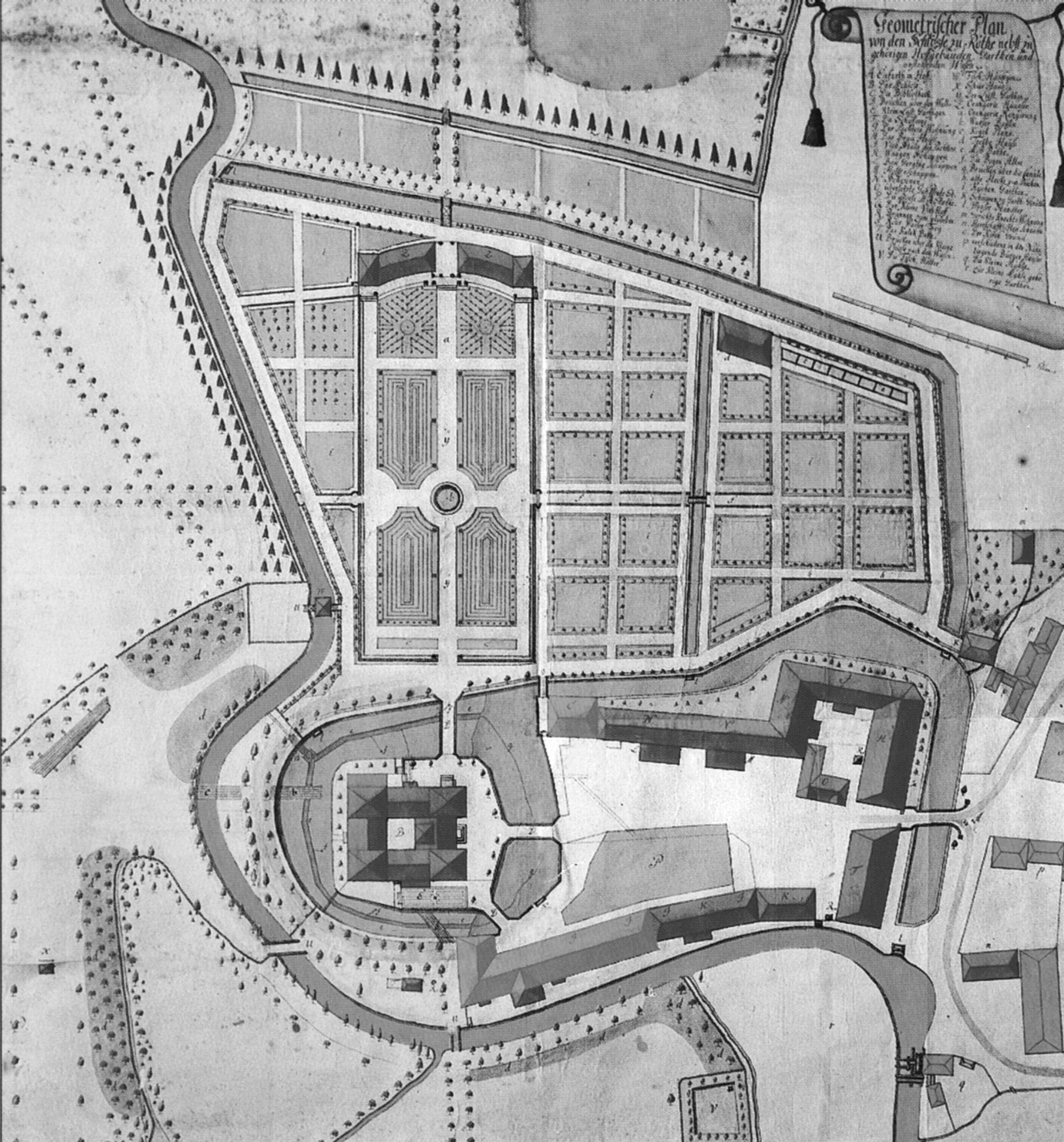
Schloss mit Barockgarten und Gut um 1730
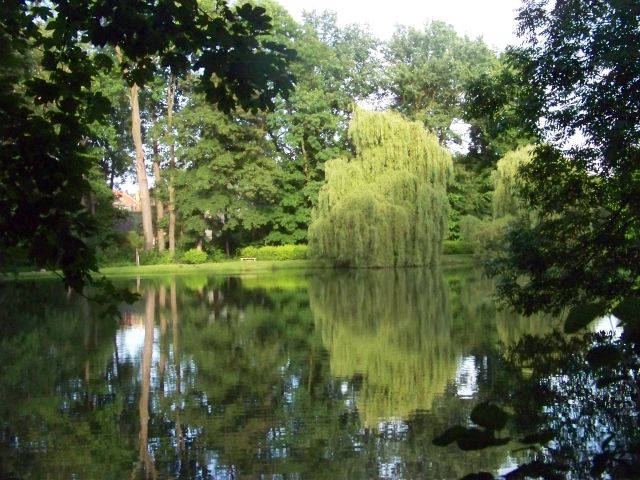
Im Röthaer Schlosspark 2012

Ein Plan von 1681 zeigt, dass nach den Schlosserneuerungen durch Carl Freiherr von Friesen nördlich des Schlosses ein umfriedeter Garten existierte. Dieser wurde unter Christian August von Friesen in den 1720er Jahren zu einem Barockgarten nach französischer Art mit Parterre, Boskett und Skulpturen umgestaltet und erweitert. Schloss, Garten und Rittergut waren jeweils durch Wassergräben getrennt. Den nördlichen Abschluss des Parterres bildete eine Orangerie. Um 1750 wurde der Garten nach Norden erweitert und dort ein ovales Wasserbecken angelegt.
1839 wurde die Anlage grundlegend umgestaltet. Es entstand ein Park nach englischer Art. Die Orangerie und streng gegliederte Beete verschwanden. Geschwungene Wege führten durch Baumgruppen, und das Wasserbecken wurde in einen natürlich anmutenden Teich verwandelt. Die auf das Schloss weisende Nord-Süd-Allee blieb erhalten. Friedrich Otto Heinrich von Friesen-Rötha ergänzte um 1900 den Park, unter anderem mit Arten wie Blutbuche, Platane, und Tulpenbaum.
Nach 1945 wurde der Park stark vernachlässigt und verlor mit dem Abriss des Schlosses seinen baulichen Bezug. Mit der Sanierung des Parks wurde begonnen. Die erste Etappe mit Pflegemaßnahmen und Neupflanzungen konnte im September 2013 abgeschlossen werden.

## Reminiszenz
Wegen der historischen Bedeutung von Schloss Rötha begannen im Vorfeld der 200. Jahrestages der Völkerschlacht Bestrebungen, die geschichtlichen Ereignisse um das Schloss Rötha dauerhaft erkennbar zu machen. Das setzte sich der 2010 gegründete „Förderverein Rötha – Gestern.Heute.Morgen“ e. V. sowie die Kultur- und Umweltstiftung Leipziger Land der Sparkasse Leipzig zum Ziel.

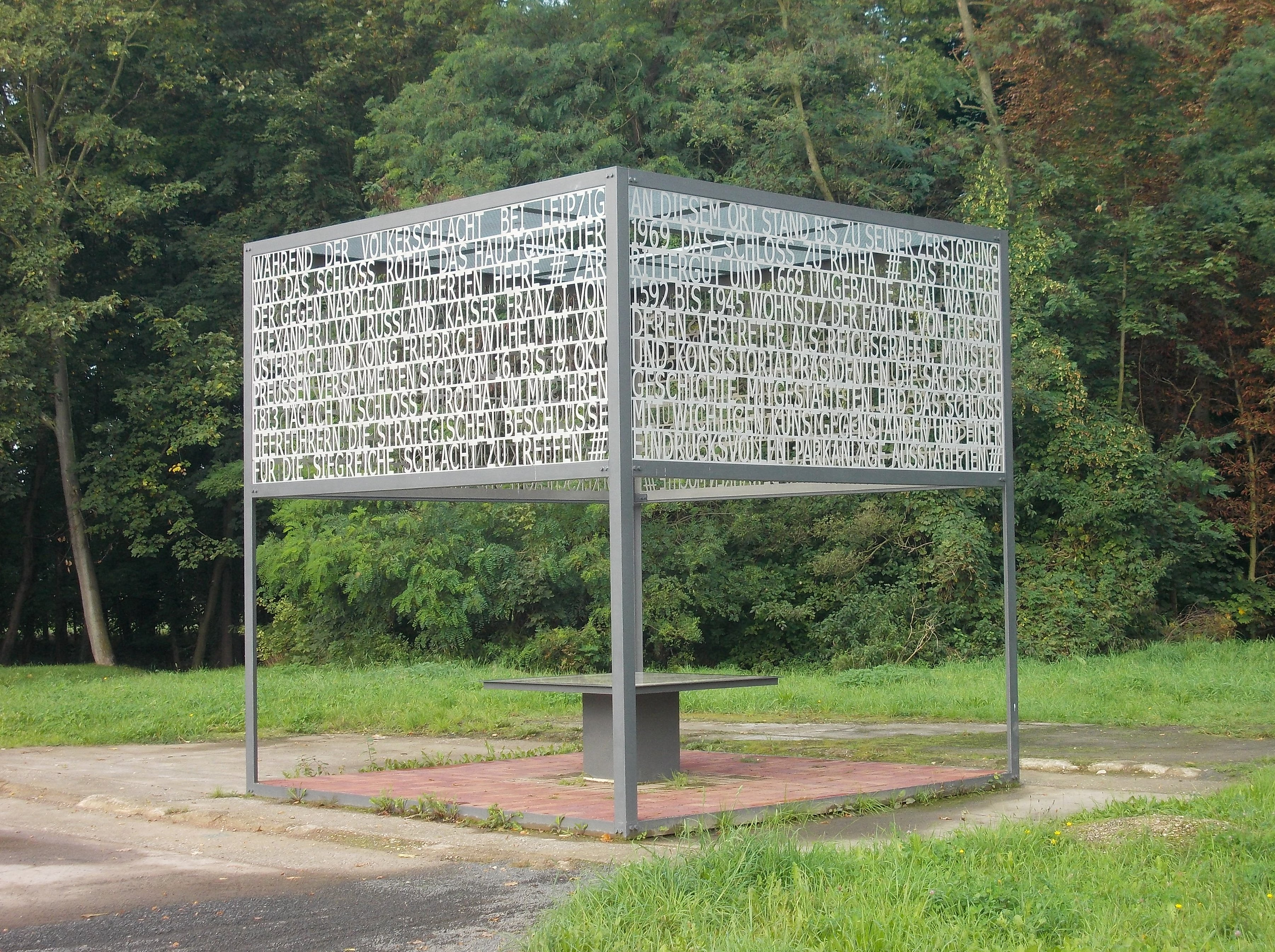
Installation zum Gedenken an das Hauptquartier zur Völkerschlacht

Vor der Sprengung des Schlosses waren Teile der Einrichtung, insbesondere das Verbündetenzimmer, geborgen worden, das teilweise ab 1973 im Museum der Burg Gnandstein zu sehen war. 2013 konnten Teile nach Rötha zurückkehren und wurden in der Patronatsloge der Marienkirche in einer Kabinettausstellung präsentiert.
Das Verbündetenzimmer soll zusammen mit weiteren Ausstellungsstücken in einem an der ehemaligen Stelle des Schlosses zu errichtenden Museumsbau eine dauerhafte Bleibe finden. Zu diesem Bau und der Gestaltung seines Umfeldes hat die Stadt Rötha auf Anregung des Fördervereins 2013 einen Architektenwettbewerb durchgeführt, aus dem ein Siegerentwurf und ein zweiter und ein dritter Platz ermittelt wurden. Nunmehr wird die Errichtung einer Stiftung für den Bau und den Betrieb des Museumpavillons angestrebt.
Bereits 2013 wurde im Zusammenhang mit dem Treffen der Nachfahren der Monarchen und Feldherren von 1813 in Rötha in der Nähe des ehemaligen Standplatzes des Schlosses eine Installation errichtet, die symbolhaft an das Hauptquartier im Verbündetenzimmer erinnern soll. In einem mit Schriftfeldern belegten Quadrat steht ein Tisch, auf dem eine Karte zur Völkerschlacht dargestellt ist.
Darüber hinaus wurde ein 3-D-Modell des früheren Schlosses Rötha in seiner Form von 1669 erstellt.
Schlossbibliothek

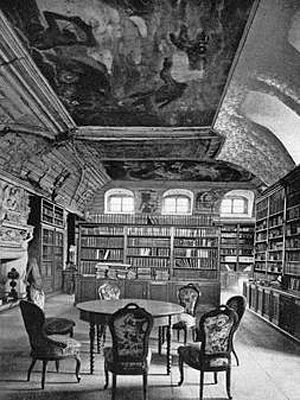
Die Schlossbibliothek

2014 übertrug Heinrich Freiherr von Friesen, letzter männlicher Nachfahre der Familie von Friesen, seine Eigentumsrechte an den restituierten Bänden der einst bis zu 10.000 Werke umfassenden Schlossbibliothek an die Kultur- und Umweltstiftung Leipziger Land der Sparkasse Leipzig. Die Bibliothek zählte zum wertvollsten Bestand von Schloss Rötha. Sie galt als die größte Privatbibliothek Sachsens und war überregional bekannt. So machte im Oktober 1757 Friedrich der Große auf einem Eilmarsch von Schlesien Richtung Roßbach in Rötha halt. Er übernachtete und besichtigte die Bibliothek. Ein großer Teil der Bücher, unter anderem eine Schedelsche Weltchronik von 1493 gelten als verschollen.
Zur Zusammenführung der restituierten Bestände hat die Stiftung eine Kooperationsvereinbarung mit der Sächsischen Landesbibliothek – Staats- und Universitätsbibliothek Dresden (SLUB) sowie dem Landesamt für Denkmalpflege Sachsen geschlossen. Diese sieht vor, dass die wohl noch existierenden 4.000 Bände der ehemaligen Schlossbibliothek in der SLUB zusammengeführt werden.